# Cục Cảnh sát đăng ký, quản lý cư trú và dữ liệu quốc gia về dân cư
Cục Cảnh sát đăng ký, quản lý cư trú và dữ liệu quốc gia về dân cư (Đã chấm dứt hoạt động), còn gọi là Cục C72, trực thuộc Bộ Công An có trách nhiệm giúp Tổng cục trưởng thống nhất, quản lý, chỉ đạo, hướng dẫn lực lượng Cảnh sát quản lý hành chính trong cả nước về công tác đăng ký, quản lý cư trú; cấp và quản lý Căn cước công dân; xây dựng, quản lý và khai thác cơ sở dữ liệu quốc gia về dân cư phục vụ công tác quản lý nhà nước về cư trú, đảm bảo an ninh, quốc phòng, phát triển kinh tế, xã hội theo đúng  quy định của pháp luật và của Bộ trưởng.

## Lịch sử
Ngày 10 tháng 10 năm 2012 Bộ trưởng Bộ Công an ra quyết định thành lập Cục Cảnh sát đăng ký, quản lý cư trú và dữ liệu quốc gia về dân cư thuộc Tổng cục Cảnh sát quản lý hành chính về trật tự, an toàn xã hội (Nay thuộc Tổng cục Cảnh sát)

## Lãnh đạo hiện nay
- Cục trưởng: Thiếu tướng Nguyễn Quốc Hùng
- Phó Cục trưởng: Đại tá Phùng Đức Thắng;
- Phó Cục trưởng: Thượng tá Trần Hồng Phú;
- Phó Cục trưởng: Đại tá Ngô Như Cường;
- Phó Cục trưởng: Đại tá Lê Minh Hiếu;
- Phó Cục trưởng: Đại tá Vũ Văn Tấn.

## Tổ chức
- Phòng Tham mưu (Phòng 1)
- Phòng Hướng dẫn đăng ký, quản lý cư trú (Phòng 2)
- Phòng Hướng dẫn cấp và quản lý Chứng minh nhân dân (Phòng 3)
- Phòng Hướng dẫn quản lý và khai thác cơ sở dữ liệu quốc gia về dân cư (Phòng 4)
- Trung tâm Căn cước công dân quốc gia (Phòng 5)
- Trung tâm quản trị, điều hành hệ thống cơ sở dữ liệu quốc gia về dân cư (Phòng 6)

## Cục trưởng qua các thời kỳ
- 10.2012-2015, Vũ Xuân Dung, Thiếu tướng.
- 2015-nay, Trần Quốc Sáng, Đại tá